# 滝川一時
滝川 一時（たきがわ かずとき / いちとき）は、戦国時代から江戸時代の武将。

## 生涯
永禄11年（1568年）、滝川一益の次男として誕生した。幼少から織田信長に仕え、伊勢亀山、近江甲賀郡に所領を有した。
天正10年（1582年）の本能寺の変の後、関東から逃げ帰ってきた父を迎え、羽柴秀吉と対立する。しかし天正11年（1583年）、味方した柴田勝家、織田信孝が賤ヶ岳の戦いで秀吉に攻め滅ぼされたために、父と共に秀吉に降伏し、所領を没収された。
天正12年（1584年）の小牧・長久手の戦いでは秀吉方として従軍し、蟹江城合戦で徳川家康・織田信雄連合軍に敗れた。秀吉からは参戦の恩賞として1万2千石の所領を宛てがうとする判物を与えられたが、身柄は豊臣秀長に預けられた。なお、兄の一忠は敗戦の責任を取らされて追放されている。
天正20年（1592年）に富田一白を通して、家康から秀吉に対し一時の譲渡の申し入れがあり、翌文禄2年（1593年）に徳川家にも下総国芝原、五反田、板川、上大蔵、中田、富田、谷津、山田、和田、成山郷など2千石を与えられた。
慶長5年（1600年）に起きた関ヶ原の戦いでは家康本隊の一員として戦っている。
慶長7年（1602年）から徳川秀忠に仕えたが、翌慶長8年（1603年）に病に倒れ36歳で死去した。秀忠は本多正重を見舞わせたが、正重が途中で訃報を聞き引き返しこれを伝えたため、「勇者（滝川一益）の子孫ことに扶助あるべきを、不幸にして世を早くせし」と惜しんだという。
家督は2歳の一乗が継いだが、すでに成人している兄一忠の子の一積が名代に立てられた。